# Episodi di Roswell, New Mexico (terza stagione)
La terza stagione di Roswell, New Mexico, composta da 13 episodi, viene trasmessa in prima visione sul canale statunitense The CW dal 26 luglio all'11 ottobre 2021.
In Italia è stata trasmessa dal 5 marzo al 2 aprile 2022 su Italia 1.
| n° | Titolo originale                | Titolo italiano        | Prima TV USA      | Prima TV Italia |
| -- | ------------------------------- | ---------------------- | ----------------- | --------------- |
| 1  | Hands                           | Il clone               | 26 luglio 2021    | 5 marzo 2022    |
| 2  | Give Me One Reason              | La visione             | 2 agosto 2021     | 12 marzo 2022   |
| 3  | Black Hole Sun                  | Empatia                | 9 agosto 2021     | 12 marzo 2022   |
| 4  | Walk on the Ocean               | Sulle onde dell'oceano | 16 agosto 2021    | 12 marzo 2022   |
| 5  | Killing Me Softly with His Song | Non arrendersi mai     | 23 agosto 2021    | 19 marzo 2022   |
| 6  | Bittersweet Symphony            | Onde radio             | 30 agosto 2021    | 19 marzo 2022   |
| 7  | Goodnight Elizabeth             | Buonanotte Elizabeth   | 6 settembre 2021  | 19 marzo 2022   |
| 8  | Free Your Mind                  | Viaggio nella mente    | 13 settembre 2021 | 26 marzo 2022   |
| 9  | Tones of Home                   | Allucinazioni          | 20 settembre 2021 | 26 marzo 2022   |
| 10 | Angels of the Silences          | L'equazione            | 27 settembre 2021 | 26 marzo 2022   |
| 11 | 2 Became 1                      | L'accordo              | 4 ottobre 2021    | 2 aprile 2022   |
| 12 | I Ain't Goin' Out Like That     | Non può finire così    | 11 ottobre 2021   | 2 aprile 2022   |
| 13 | Never Let You Go                | Ancora insieme         | 11 ottobre 2021   | 2 aprile 2022   |